# Чулковка (посёлок)
Чулко́вка — посёлок в Саткинском районе Челябинской области России. Входит в состав Романовского сельского поселения.

## Население
| 2002 | 2010  |
| ---- | ----- |
| 1132 | ↗1142 |

По данным Всероссийской переписи, в 2010 году численность населения посёлка составляла 1142 человека (524 мужчины и 618 женщин).

## Инфраструктура
В посёлке функционируют детский сад и Саткинский психоневрологический интернат.

## Улицы
Уличная сеть посёлка состоит из 6 улиц.